# Ministerio de Trabajo y Seguridad Social de Uruguay
El Ministerio de Trabajo y Seguridad Social de la República Oriental del Uruguay es la secretaría de estado responsable de conducir y llevar a cabo las políticas referidas al empleo y a la actividad laboral en el país, así como también se encarga de supervisar las cuestiones sociales.
El Ministerio es parte de la membresía de la Conferencia Interamericana de Seguridad Social, organismo internacional técnico y especializado, que tiene el objetivo de fomentar el desarrollo de la protección y seguridad social en América.

## Historia

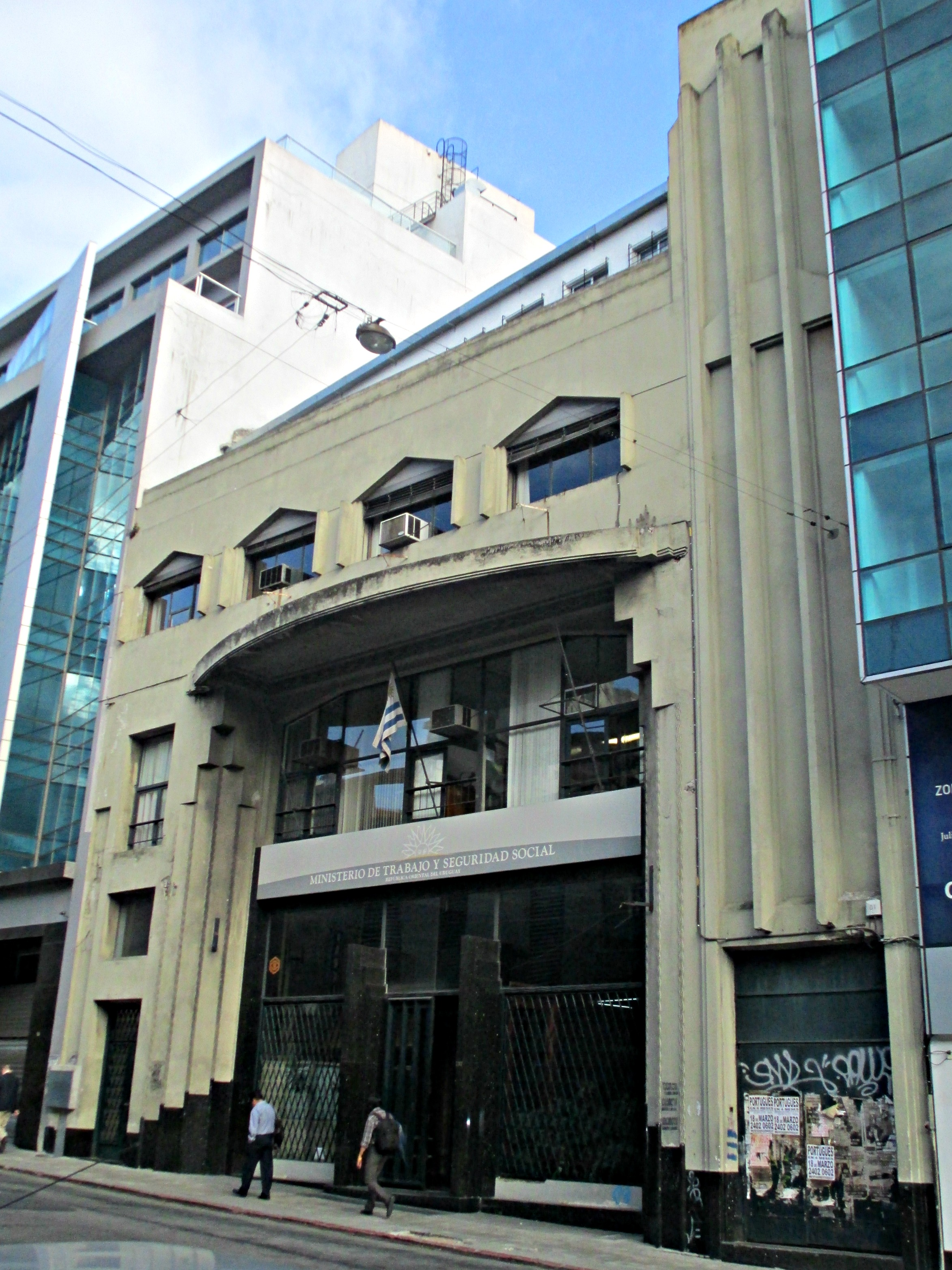
La Casa Barth y el edificio de los Consejos de Salario, son las sedes centrales de esta cartera ministerial.

La existencia de un órgano de carácter ministerial ocupado de los temas de trabajo y seguridad social se remontan a la creación del Ministerio de Industria, Trabajo e Instrucción Pública, creado el 12 de marzo de 1907 por obra del presidente Claudio Williman al dividir el anterior Ministerio de Fomento de 1891. 
A su vez el 4 de marzo de 1912 el presidente José Batlle y Ordóñez reorganiza el Ministerio de Industria, Trabajo e Instrucción Pública quedando por un lado el Ministerio de Industria, Trabajo y Comunicaciones y por otro el Ministerio de Justicia e Instrucción Pública. 
Una nueva reorganización de las carteras ministeriales, tendría lugar bajo el gobierno de facto de Gabriel Terra en 1936, pasando a cada uno de los anteriores ministerios a ser, el Ministerio de Industria y Trabajo y el Ministerio de Instrucción Pública y Previsión Social respectivamente.
No fue a partir de la reforma constitucional producida en marzo de 1967 que se crea el Ministerio de Trabajo, a partir de ciertas competencias de ambos ministerios anteriores. En dicho período, el primer designado como ministro fue Enrique Vescovi y lo acompañó Héctor Hugo Barbagelata como subsecretario.
Finalmente, un último ajuste ministerial en 1974 genera, a partir de estos dos organismos, los ministerios de "Industria y Comercio", "Cultura" y "Trabajo y Seguridad Social".

## Funciones
En el caso de empresas privadas el Ministerio se ofrece de mediador de las partes cuando hay conflictos internos. Otro de sus objetivos es defender los derechos de los trabajadores y hacerlos cumplir por parte de sus patrones. Se ocupa también de controlar las condiciones de seguridad en el trabajo.

## Estructura
El actual ministro de Trabajo y Seguridad Social es desde el 1° de marzo de 2025, Juan Castillo.
En el ejercicio actual (2025-2030) tiene a su cargo las siguientes unidades ejecutoras.
- Dirección Nacional de Trabajo
- Dirección Nacional de Empleo
- Dirección Nacional de Seguridad Social
- Inspección Nacional de Trabajo y Seguridad Social
- Dirección de Coordinación del Interior

A su vez, el Ministerio de Trabajo y Seguridad, preside el Consejo Directivo de una de las empresas públicas no estatales de Uruguay, el Instituto Nacional de Empleo y Formación Profesional (INEFOP) junto con el Ministerio de Educación y Cultura y la Oficina de Planeamiento y Presupuesto.